# Elecciones estatales en Hidalgo de 2005
Las elecciones estatales de Hidalgo de 2004-2005 se llevaron a cabo en dos jornadas principales, la primera el domingo 20 de febrero de 2005, y en ellas se renovaron los siguientes cargos de elección popular en el estado de Hidalgo:
- Gobernador de Hidalgo. Titular del Poder Ejecutivo del estado, electo para un periodo de seis años no reelegibles en ningún caso, el candidato electo fue Miguel Ángel Osorio Chong.
- 18 diputados del Congreso del Estado. Electos por mayoría relativa en cada uno de los Distrito Electorales.

Y la segunda el domingo 13 de noviembre en que se eligió:
- 84 ayuntamientos Formados por un Presidente Municipal y regidores, electo para un período de tres años no reelegibles en ningún período inmediato.

## Resultados electorales

### Gobernador
|  | 56.33 % |

|  | 29.49 % |

|  | 11.59 % |

|  | 2.59 % |

|  | 4.44 % |